# (127870) Vigo
(127870) Vigo est un astéroïde de la ceinture principale.

## Description
(127870) Vigo est un astéroïde de la ceinture principale. Il fut découvert le 24 mars 2003 à Mérida par Ignacio Ramón Ferrín Vázquez et Carlos Leal. Il présente une orbite caractérisée par un demi-grand axe de 2,76 UA, une excentricité de 0,09 et une inclinaison de 27,1° par rapport à l'écliptique.

## Compléments